# Ramularia rhabdospora
Ramularia rhabdospora (Berk. & Broome) Nannf. – gatunek grzybów z klasy Dothideomycetes. Grzyb mikroskopijny, fitopatogen pasożytujący na roślinach z rodzaju babka (Plantago). Powoduje plamistość liści.

## Systematyka i nazewnictwo
Pozycja w klasyfikacji według Index Fungorum: Ramularia, Mycosphaerellaceae, Capnodiales, Dothideomycetidae, Dothideomycetes, Pezizomycotina, Ascomycota, Fungi.
Gatunek ten opisali Miles Joseph Berkeley i Christopher Edmund Broome w 1875 r. nadając mu nazwę Cylindrosporium rhabdosporum. Obecną, uznaną przez Index Fungorum nazwę nadał mu John Axel Nannfeldt w 1950 r.
Synonimy:
- Cylindrosporium kriegeriana (Bres.) J. Schröt 1897
- Cylindrosporium plantaginis J. Schröt 1897
- Cylindrosporium rhabdosporum Berk. & Broome 1875
- Didymaria kriegeriana Bres. 1893
- Ramularia kriegeriana Bres. 1900
- Ramularia plantaginis Ellis & G. Martin 1882
- Ramularia plantaginis Sacc. & Berl. 1885
- Ramularia plantaginis Peck 1880

## Charakterystyka
Na porażonych roślinach powoduje powstawanie nieregularnych, mniej więcej eliptycznych plam o wymiarach 2–5 mm. Są słabo widoczne, początkowo szarozielone, potem zielonobrązowe lub zielonoczarne i czasami zlewają się ze sobą zajmując dużą część liścia. Przy sprzyjającej patogenowi pogodzie tworzy się nalot złożony z konidioforów i zarodników. Powstaje on na obydwu stronach liści, ale częściej na dolnej.
Endobiont, jego grzybnia jest zanurzona w tkankach rośliny. Konidiofory 1–3–komórkowe, o wymiarach (11–) 27–46 × (2,5–) 3,4–4,6 μm. Konidia powstają w łańcuszkach. Są 1–4–komórkowe,  cylindryczne lub podłużnie jajowate, o wymiarach 16–40 × 2,5–4,6 μm. W mikroskopie skaningowym mają wyraźnie kolczastą powierzchnię.
Ramularia rhabdospora znana jest w Europie, Australii i na Nowej Zelandii. Monofag, w Polsce jego występowanie opisano tylko na babce lancetowatej (Plantago lanceolata) i babce zwyczajnej (Plantago major) (na tym gatunku opisano Ramularia plantaginis Ellis & G. Martin, ale według Index Fungorum jest to synonim Ramularia rhabdospora).